# João II de Baden
João II de Baden (em alemão:  Johann II. von Baden; Baden-Baden, 1434 – Colónia, 26 de abril de 1511) foi um nobre alemão, pertencente à Casa de Zähringen, e que foi Arcebispo-Eleitor de Tréveris de 1456 até à sua morte em 1503.

## Biografia
João II de Baden era o terceiro filho de Jaime I, Marquês de Baden-Baden e de sua mulher Catarina da Lorena. João teve uma estrita educação religiosa, sendo destinado, desde jovem, a uma carreira eclesiástica. Por vontade do seu pai a maior parte dos seus irmãos e irmãs seguiram também uma vida religiosa, sendo as exceções os seus dois irmãos mais velhos, Carlos I e Bernardo II, e a sua irmã Margarida. Ele estudou em Erfurt, Pavia e Colónia de 1452 a 1456, juntamente com os seus irmãos mais novos, Jorge e Marco.
On 21 June 1456, com 22 anos de idade, foi eleito Arcebispo de Tréveris como João II de Baden. A sua mãe, originária da Lorena tinha ligações na cidade episcopal. O Papa Calisto III confirmou-o como administrator de Tréveris, dado ele não ter ainda atingido a idade mínima de 35 anos para a consagração de bispos. Em 1465, ao atingir essa idade, foi consagrado pelo seu Bispo sufragâneo Hubertis Agrippina e pelos bispos de Metz e de Worms.
Em 1459, Diether von Isenburg foi eleito Arcebispo-Eleitor de Mogúncia, com um avanço por escassa margem sob Adolfo II de Nassau. Contudo, o Papa não confirmou a eleição de Dieter. Esta situação originou a Guerra de Baden-Palatinado, na qual João II e os seus irmãos participaram ao lado de Adolfo II de Nassau.
João II de Baden apoiou a reforma ocorrida nos mosteiros Beneditinos, encorajando-os a juntarem-se à Congregação de Bursfelde. Em 1469, ele enviou Johann Fart, prior do Mosteiro de Santa Maria, em Tréveris, à Abadia de Maria Laach. Johann foi o 21.º abade da abadia e aí aplicou a reforma Beneditina tendo o seu governo durado de 1470 a 1491. Com a nomeação de Johann, João II frustou as intenções do Arcebispo-Eleitor de Colónia, Roberto do Palatinado, que apresentara um diferente candidato.
Em 16 de março de 1473, durante o governo de João II, foi fundada a tão esperada Universidade de Tréveris, com cursos de teologia, filosofia, medicina e direito. Em 1477, ele celebrou o casamento de Maximiliano de Habsburgo com Maria da Borgonha.
A 16 de Janeiro de 1500, ele nomeou o seu sobrinho-neto Jaime como seu coadjutor com o direito de lhe suceder (em latim: coadiutor cum iure successionis) e, a partir de 1501, Jaime assumiu o governo do Eleitorado.
João II morreu em 1503 em Ehrenbreitstein (atualmente parte de Coblença), após um governo de 46 anos, 7 meses e 18 dias, o mais longo de qualquer bispo de Tréveris. Foi sepultado na Catedral de Tréveris num magnífico túmulo que ele construira durante a sua vida.

## Brasão de armas

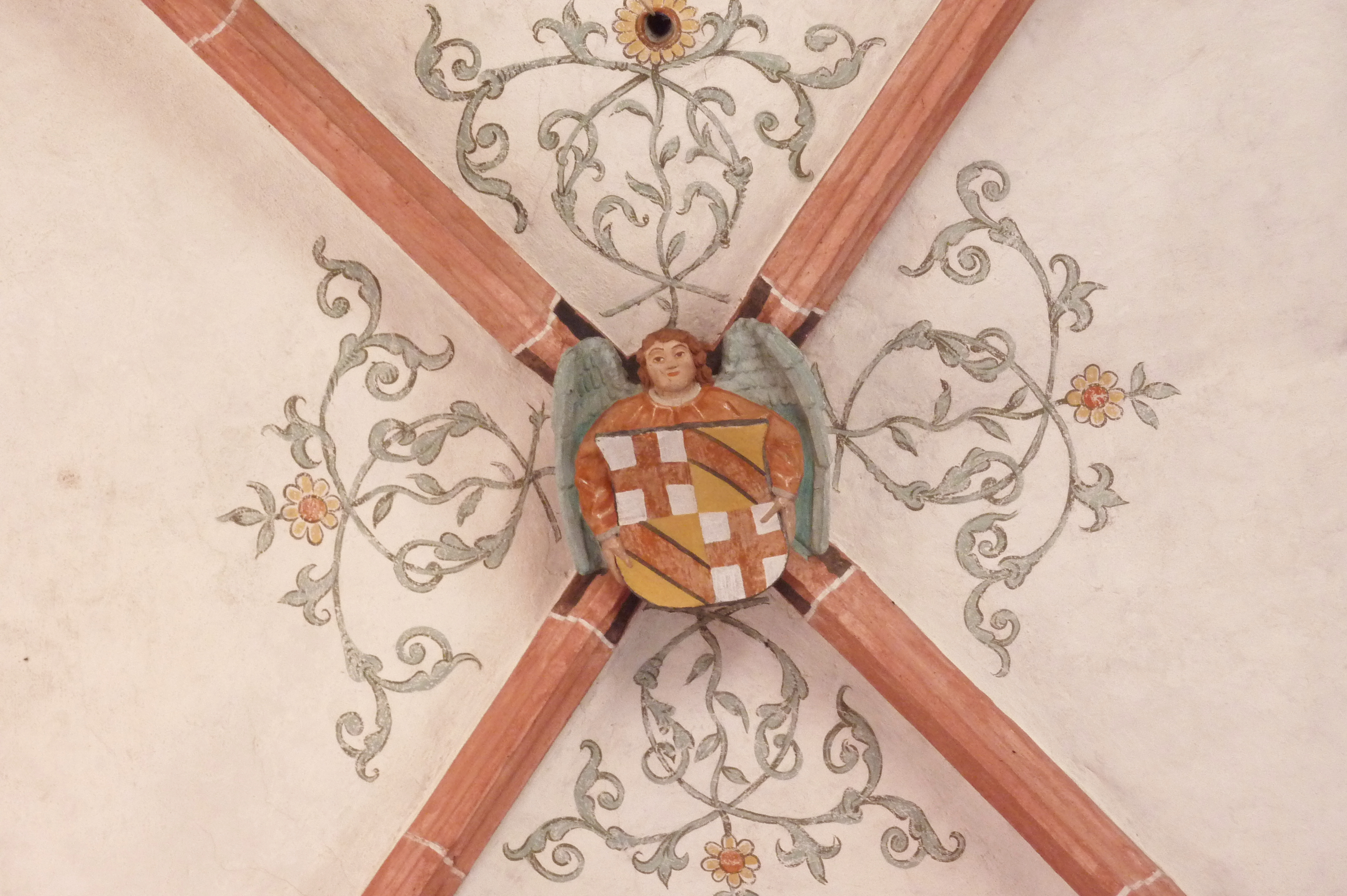
Brasão de João II de Baden na igreja da Mater Dolorosa, em Driesch.

O brasão de armas do Príncipe-bispo Frederico IV, combinava a cruz do Arcebispado-Eleitorado de Tréveris com a tradicional banda de Baden. A descrição heráldica seria:
- esquartelado, no I e IV quartéis uma cruz de gules em campo de prata, e no II e III uma banda de gules em campo de ouro  (ver fotografia ao lado).